# Taladro sin cable
Un taladro sin cable o taladradora de batería es una herramienta eléctrica portátil que funciona mediante baterías recargables, generalmente de tecnología ion-litio. Su diseño inalámbrico permite una gran libertad de movimiento, siendo ideal para trabajos de bricolaje, carpintería, montaje y uso profesional en las obras.

## Características
- Funciona sin cable, alimentada por batería recargable.
- Permite taladrar, atornillar y en algunos modelos, percutir.
- Incluye portabrocas automático o de llave.
- Dispone de múltiples posiciones de par de apriete.
- Suelen incorporar luz LED, indicador de carga y maletín de transporte.

## Tipos según voltaje
Las taladradoras de batería se clasifican por el voltaje de su batería, lo que determina su potencia y autonomía.

### 10–12 V
Modelos compactos, ligeros y adecuados para tareas domésticas o de precisión.
- Bosch PS31 10-12V[2]
- Bosch GSR 12V-15
- Makita DF331DSAE
- Black+Decker BDCHD12S1

### 14.4 V
Equilibrio entre potencia y tamaño. Aún presentes en gamas medias.
- Bosch GSR 1440-LI
- Makita HP347D
- Makita DF347DWE
- Makita BL1430B (batería compatible)

### 18–21 V
Gama profesional. Alta potencia para trabajos exigentes.
- Bosch GSR 1800-LI
- Bosch GSB 18V-21
- Makita DHP453RFE
- DeWalt DCD776C3-QW
- Einhell TE-CD 18 Li-i
- Worx WX375 20V

### 28 V
Modelos menos comunes, orientados a tareas industriales o de alto rendimiento.
- Algunos modelos de Milwaukee y DeWalt en gamas industriales.

## Comparativa técnica entre modelos[3]
Empezaron como atornilladores eléctricos de baja potencia, pero hoy en día llenan una muy amplia gama.
| Marca   | Modelo        | Voltaje | Motor          | Torque máx. | RPM máx. | Percutor | Portabrocas | Capacidad perforación (Madera / Metal / Mampostería) |
| ------- | ------------- | ------- | -------------- | ----------- | -------- | -------- | ----------- | ---------------------------------------------------- |
| Bosch   | GSB 18V-55    | 18 V    | Brushless      | 55 Nm       | 1.800    | Sí       | 13 mm       | 35 mm / 13 mm / 13 mm                                |
| Bosch   | GSR 18V-110 C | 18 V    | Brushless      | 110 Nm      | 2.100    | No       | 13 mm       | 82 mm / 13 mm / —                                    |
| Bosch   | GSR 1800-LI   | 18 V    | Con escobillas | 34 Nm       | 1.300    | No       | 10 mm       | 29 mm / 10 mm / —                                    |
| Bosch   | PS31          | 12 V    | Con escobillas | 30 Nm       | 1.300    | No       | 10 mm       | 19 mm / 10 mm / —                                    |
| Makita  | DHP453RFE     | 18 V    | Con escobillas | 42 Nm       | 1.300    | Sí       | 13 mm       | 36 mm / 13 mm / 13 mm                                |
| Makita  | DF331DSAE     | 12 V    | Con escobillas | 30 Nm       | 1.700    | No       | 10 mm       | 21 mm / 10 mm / —                                    |
| Makita  | HP347D        | 14.4 V  | Con escobillas | 34 Nm       | 1.400    | Sí       | 10 mm       | 25 mm / 10 mm / 10 mm                                |
| DeWalt  | DCD796D2      | 18 V    | Brushless      | 70 Nm       | 2.000    | Sí       | 13 mm       | 38 mm / 13 mm / 13 mm                                |
| DeWalt  | DCD710D2      | 10.8 V  | Con escobillas | 24 Nm       | 1.500    | No       | 10 mm       | 20 mm / 10 mm / —                                    |
| Einhell | TE-CD 18 Li-i | 18 V    | Brushless      | 60 Nm       | 1.800    | Sí       | 13 mm       | 38 mm / 13 mm / 13 mm                                |
| Worx    | WX375         | 20 V    | Brushless      | 60 Nm       | 1.600    | Sí       | 13 mm       | 40 mm / 13 mm / 13 mm                                |

## Tecnología de los packs de baterías
Los packs de baterías necesitan un balanceado de batería, que es una técnica que maximiza la capacidad de una batería de tener toda su energía disponible para su uso y aumentar la longevidad de la batería. Normalmente el regulador de batería es un dispositivo incorporado dentro del paquete de baterías que lleva a cabo el equilibrio de la batería. La mayoría de taladros sin cable modernos utilizan  baterías de iones de lito que ofrecen:
- Mayor densidad energética.
- Menor peso.
- Ausencia de efecto memoria.
- Carga rápida y vida útil prolongada.

| Fabricante | Modelo            | Voltaje   | Capacidad (Ah) | Tipo de BMS | Observaciones                                   |
| ---------- | ----------------- | --------- | -------------- | ----------- | ----------------------------------------------- |
| Bosch      | PBA 12V 2.5Ah     | 12V       | 2.5            | Externo     | Uso doméstico, sistema Power for All            |
| Bosch      | GBA 18V 5.0Ah     | 18V       | 5.0            | Interno     | Profesional, tecnología CoolPack                |
| Bosch      | ProCORE 18V 8.0Ah | 18V       | 8.0            | Interno     | Alta densidad energética, BMS inteligente       |
| Makita     | BL1021B           | 12V       | 2.0            | Externo     | Serie CXT, compacto                             |
| Makita     | BL1850B           | 18V       | 5.0            | Interno     | Serie LXT, con indicador de carga               |
| Makita     | BL4040            | 40V       | 4.0            | Interno     | Serie XGT, comunicación digital batería-máquina |
| DeWalt     | DCB124            | 12V       | 3.0            | Externo     | XR Compacta, uso profesional ligero             |
| DeWalt     | DCB184            | 18V       | 5.0            | Interno     | XR Li-Ion, compatible con toda la gama 18V      |
| DeWalt     | DCB546            | 18V / 54V | 6.0            | Interno     | FLEXVOLT, voltaje dual, BMS inteligente         |

## Arquitectura interna de los packs de baterías
La tensión nominal de un paquete de baterías viene determinada por la cantidad de subgrupos de células de 3,7 V conectados en serie. Cada subgrupo puede estar formado por una o varias células en paralelo, lo que incrementa la capacidad (Ah) del pack.
| Voltaje nominal | N.º de subgrupos de 3,7V en serie | Ejemplo de modelos                                      | BMS          | Comentario                                                              |
| --------------- | --------------------------------- | ------------------------------------------------------- | ------------ | ----------------------------------------------------------------------- |
| 3,7 V           | 1                                 | Power Banks USB                                         | No requerido | Las células están en paralelo; se usa un conversor DC-DC de 3.7 V → 5 V |
| 10,8–12 V       | 3                                 | Black&Decker BL1510, Makita BL1013, Bosch BAT411 (PS31) | Externo      | 2 tomas intermedias para BMS en el cargador                             |
| 14,4–16 V       | 4                                 | Makita BL1415G                                          | Externo      | 3 tomas intermedias; BMS normalmente en el cargador                     |
| 18–21 V         | 5                                 | Makita BL1850B, Bosch SM31 (GSR 1800-LI)                | Interno      | 4 tomas intermedias; con BMS integrado                                  |

La presencia de tomas intermedias en el cableado del pack permite al BMS (interno o ubicado en el cargador) monitorizar y equilibrar el estado de carga de cada grupo de células. Este balance es fundamental en configuraciones en serie, ya que las células no se equilibran automáticamente como ocurre en paralelo.Algunos diseños de bajo coste emplean diodos para limitar el desequilibrio entre células, aunque esta técnica ofrece protección limitada y puede reducir la vida útil del conjunto.

## Power packs =>% de carga vs. Volts
| % de carga | 3.7 V pack | 10.1 V pack | 14.8 V pack | 18 V pack | 21 V pack |
| ---------- | ---------- | ----------- | ----------- | --------- | --------- |
| 100%       | 4.2 V      | 12.6 V      | 16.8 V      | 21.0 V    | 25.2 V    |
| 75%        | 3.9 V      | 11.7 V      | 15.6 V      | 19.5 V    | 23.1 V    |
| 50%        | 3.7 V      | 10.8 V      | 14.4 V      | 18.0 V    | 21.0 V    |
| 25%        | 3.5 V      | 10.0 V      | 13.2 V      | 16.5 V    | 18.9 V    |

## Aplicaciones
- Montaje de muebles.
- Instalación de estanterías, cortinas, soportes.
- Perforación en madera, metal, plástico y mampostería (modelos con percutor).
- Atornillado en serie.

## Seguridad
- Empuñadura ergonómica y antideslizante.
- Protección contra sobrecarga y sobrecalentamiento.
- Freno electrónico en algunos modelos.
- Luz LED para zonas oscuras.